# Kanton Ambérieu-en-Bugey
Ambérieu-en-Bugey is een kanton van het Franse departement Ain. Het kanton maakt deel uit van het arrondissement Belley. Door de herindeling van de kantons op 22 maart 2015, bij toepassing van het decreet van 13 februari 2014, nam het aantal gemeenten toe van 8  naar 18. De oppervlakte van dit kanton werd 218,70 vierkante kilometer.

## Geschiedenis
Op 22 maart 2015 vond er in Frankrijk een herindeling van de kantons plaats. Voor de herindeling bevonden de volgende gemeentes zich in dit kanton:
| Gemeente                | Inwoneraantal |
| ----------------------- | ------------- |
| Ambérieu-en-Bugey       | 13835         |
| L'Ambergement-de-Varey  | 221           |
| Ambronay                | 2362          |
| Bettant                 | 724           |
| Château-Gaillard        | 1818          |
| Douvres                 | 962           |
| Saint-Denis-en-Bugey    | 2178          |
| Saint-Maurice-en-Rémens | 709           |

Destijds was het inwoneraantal 22.809

## Inwoneraantal
| 1962   | 1968   | 1975   | 1982   | 1990   | 1999   | 2008   | 2012   |
| ------ | ------ | ------ | ------ | ------ | ------ | ------ | ------ |
| 11.673 | 11.131 | 14.164 | 15.634 | 17.339 | 18.997 | 21.438 | 29.334 |

## Gemeenten
Hieronder volgt een lijst met de huidige gemeentes in dit kanton in de haakjes erachter staat in welk kanton deze gemeente zich bevond voor de herindeling.
- Ambérieu-en-Bugey           (Kanton Ambérieu-en-Bugey)
- L'Abergement-de-Varey       (Kanton Ambérieu-en-Bugey)
- Ambronay                    (Kanton Ambérieu-en-Bugey)
- Ambutrix                    (Kanton Lagnieu)
- Arandas (Kanton Saint-Rambert-en-Bugey)
- Argis      (Kanton Saint-Rambert-en-Bugey)
- Bettant                     (Kanton Ambérieu-en-Bugey)
- Château-Gaillard            (Kanton Ambérieu-en-Bugey)
- Cleyzieu                    (Kanton Saint-Rambert-en-Bugey)
- Conand                      (Kanton Saint-Rambert-en-Bugey)
- Douvres                     (Kanton Ambérieu-en-Bugey)
- Nivollet-Montgriffon        (Kanton Saint-Rambert-en-Bugey)
- Oncieu                      (Kanton Saint-Rambert-en-Bugey)
- Saint-Denis-en-Bugey        (Kanton Ambérieu-en-Bugey)
- Saint-Maurice-de-Rémens     (Kanton Ambérieu-en-Bugey)
- Saint-Rambert-en-Bugey      (Kanton Saint-Rambert-en-Bugey)
- Torcieu                     (Kanton Saint-Rambert-en-Bugey)
- Vaux-en-Bugey               (Kanton Lagnieu)